# Aeropuerto de Puka-Puka
El Aeropuerto de Puka-Puka es un aeropuerto en Puka-Puka en la Polinesia Francesa (IATA: PKP, OACI: NTGP). El aeropuerto está a 3 km al noreste de Teonemahina.

## Aerolíneas y destinos
El aeropuerto cuenta con vuelos de Air Tahiti, aunque estos no son regulares.